# Румшишкес
Румшишкес (лит. Rumšiškės) — местечко в Кайшядорском районе Каунасского уезда Литвы, к юго-западу от Кайшядориса, в 20 км к востоку от Каунаса; административный центр Румшишкеского староства (Rumšiškių seniūnija).

## Положение и общая характеристика

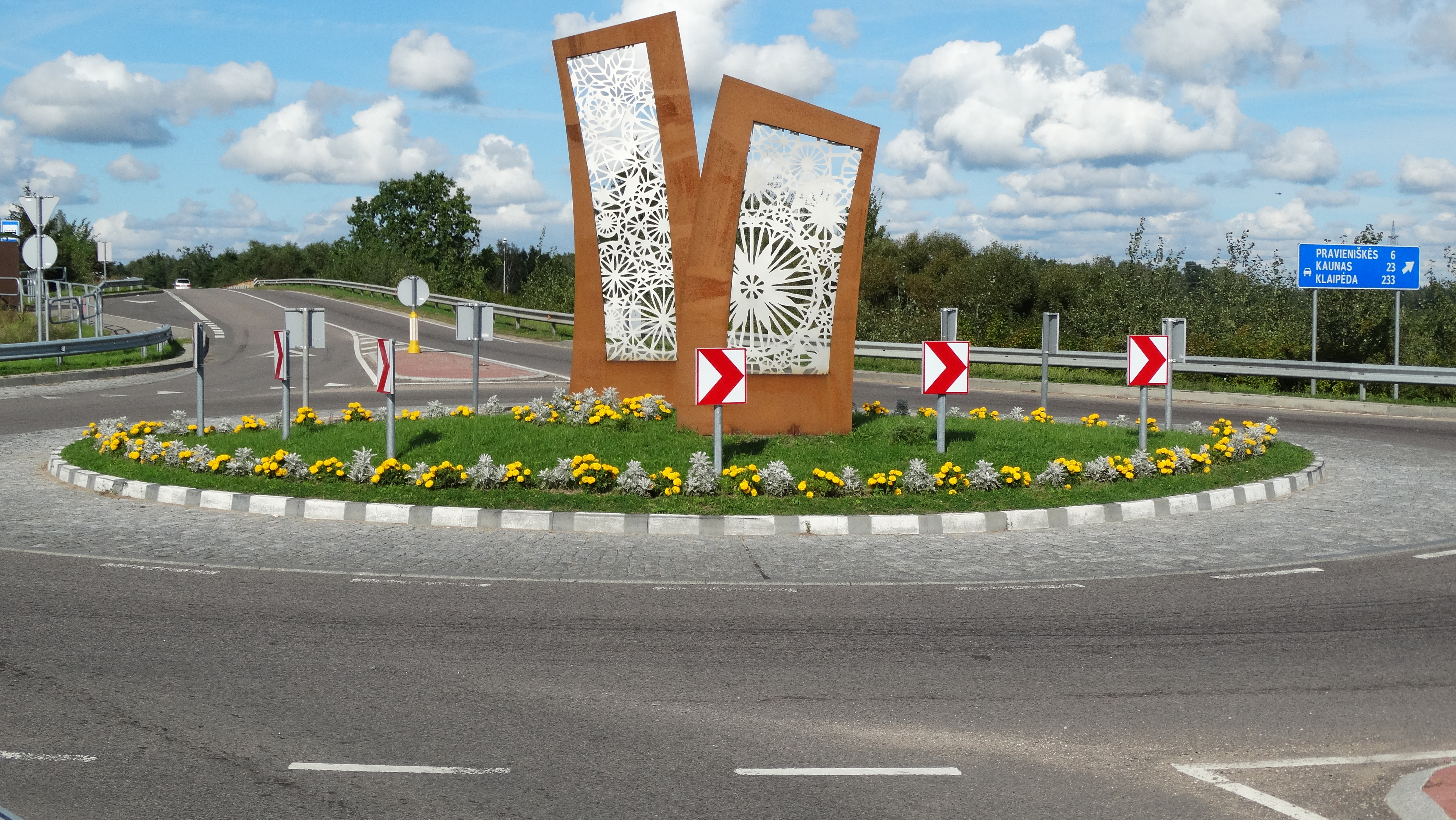
Румшишкес

На северной окраине города проходит автотрасса, связывающая Каунас и Вильнюс. Город расположен на берегу Каунасского водохранилища, в западной части Кайшядорского района.
Каунасский залив сейчас находится на месте старого Румшишкеса. Старый город был затоплен в результате строительства Каунасской гидроэлектростанции, а основные объекты – церковь Св. Архангела Михаила, ее колокольня и часовня святой Анны, которая стоит на нынешнем Румшишкесском городском кладбище – были перенесены. В городе работают музей Йонаса Айстиса, гимназия имени Антанаса Баранаускаса, один из крупнейших (195 га) этнографических музеев под открытым небом в Европе - Этнографический музей Литвы.

## Галерея

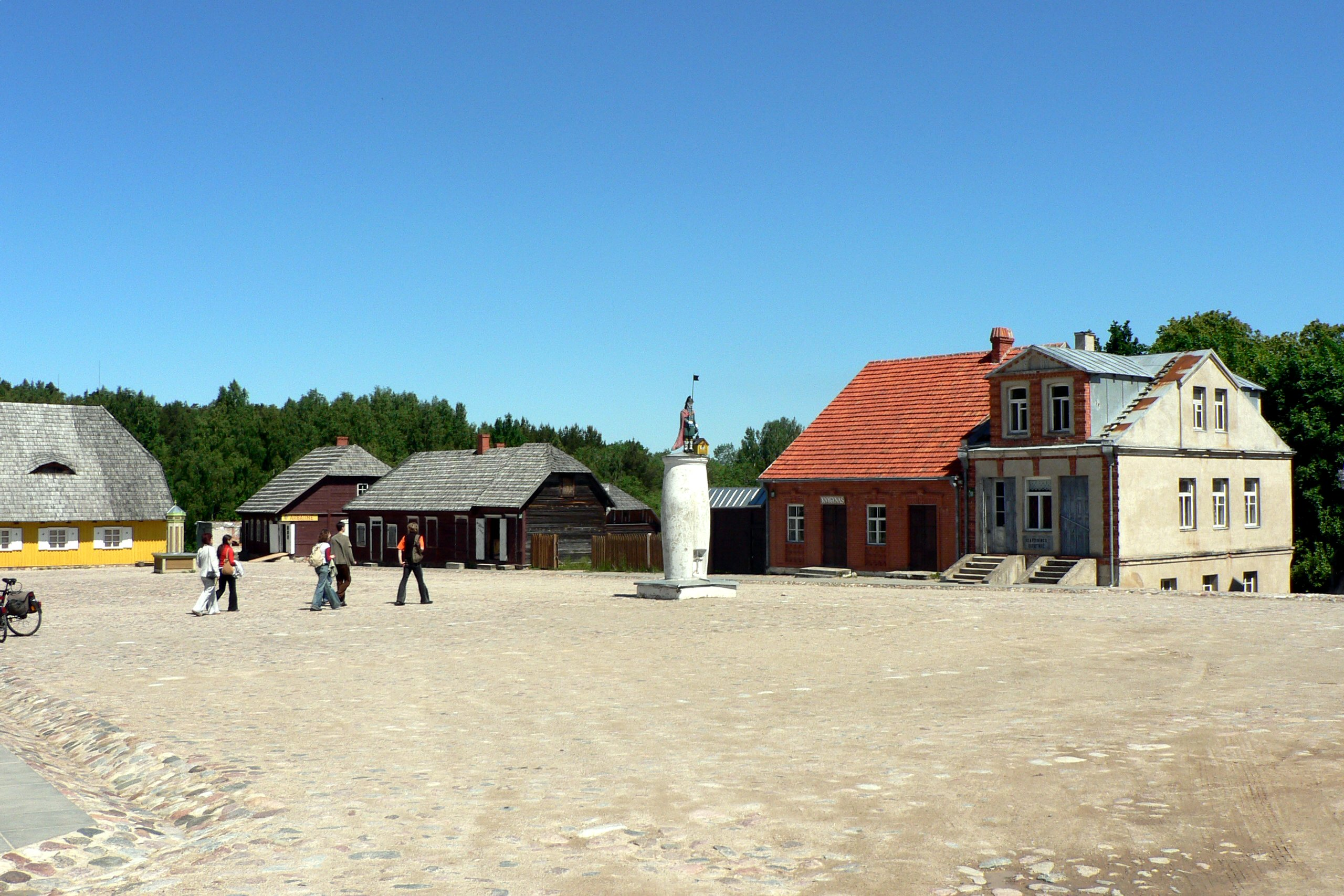
Площадь местечка в музее
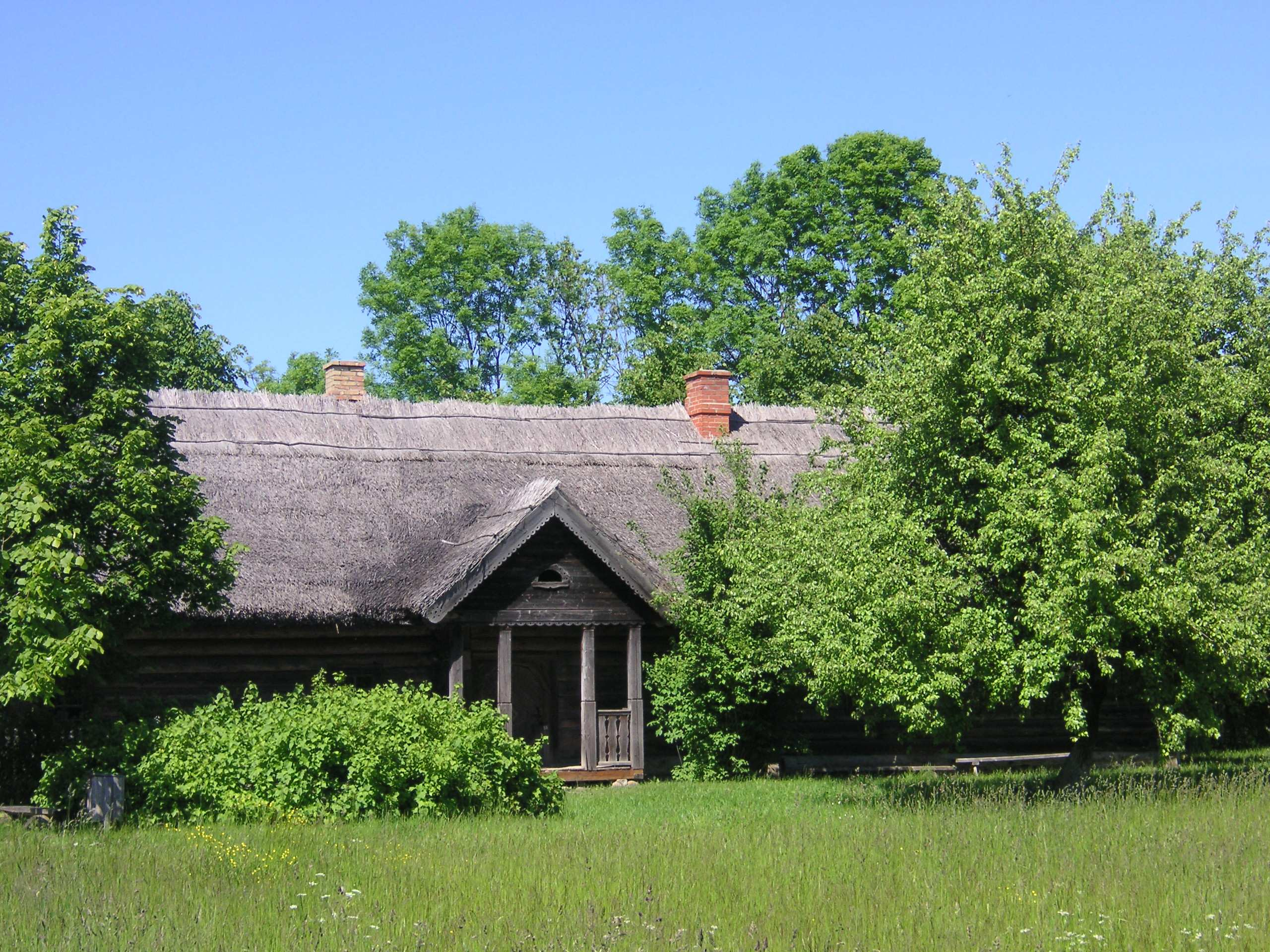
Деревянный дом
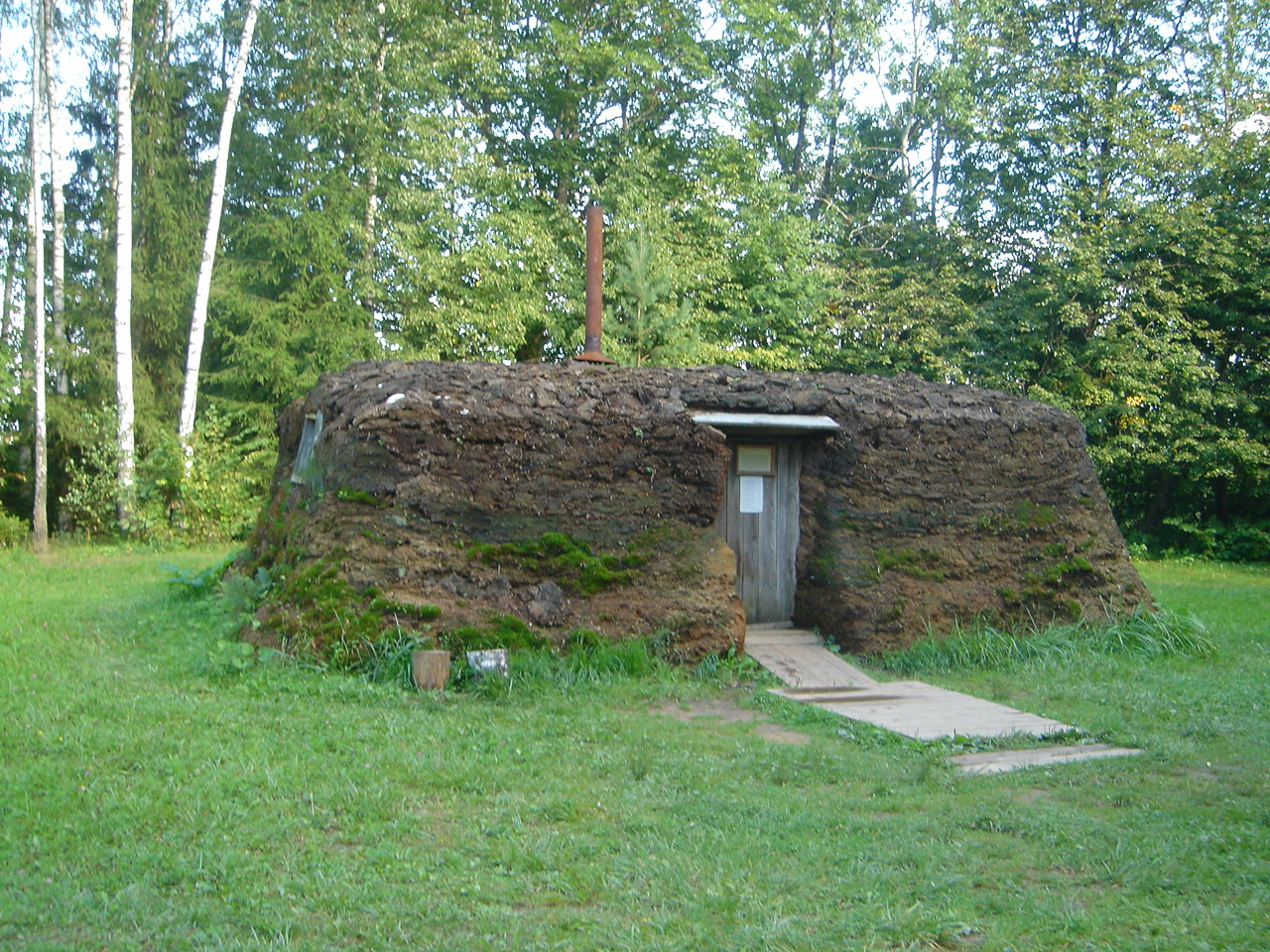
Жилище депортированных в Арктику литовцев
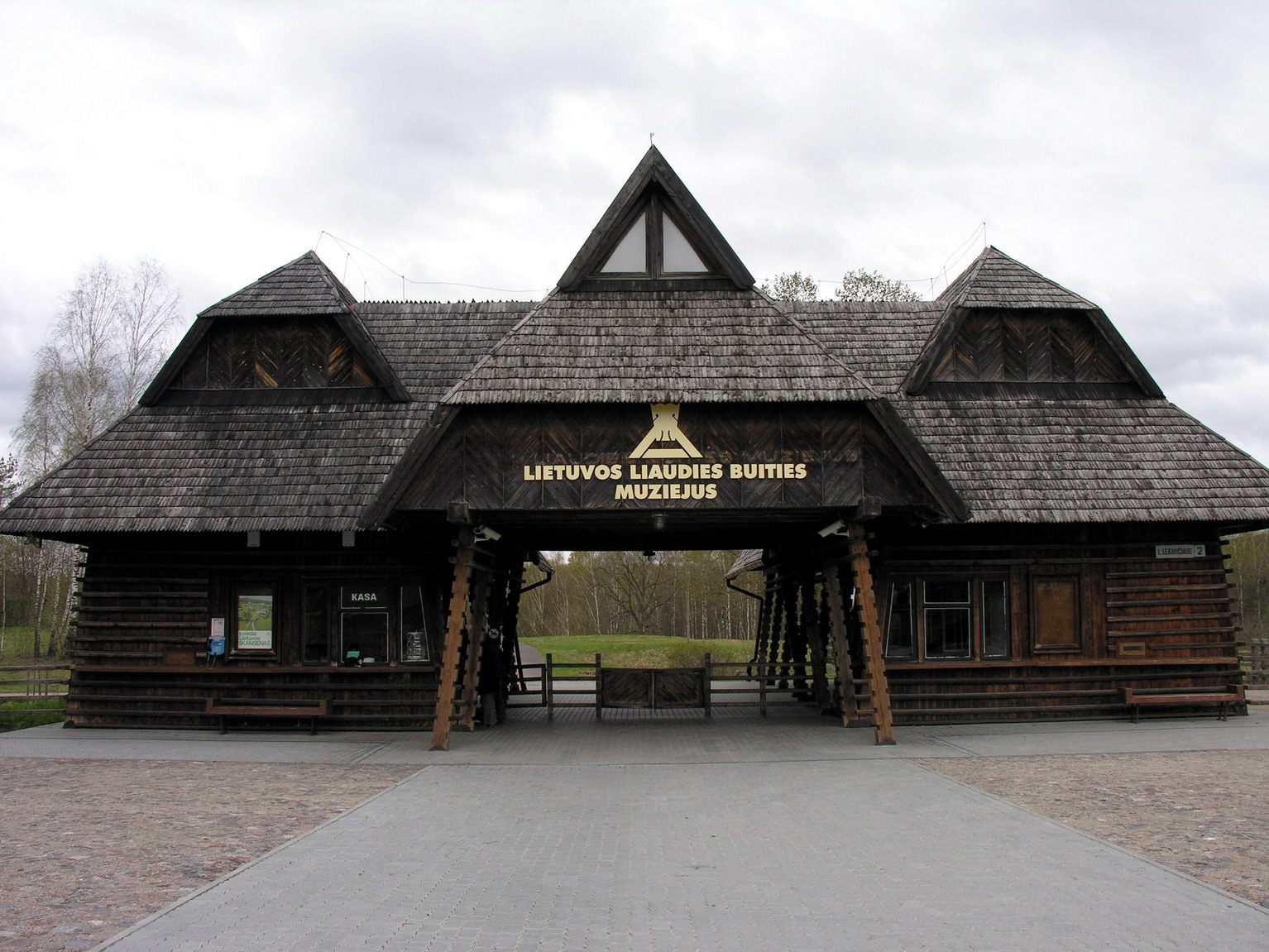
Центральный вход в музей
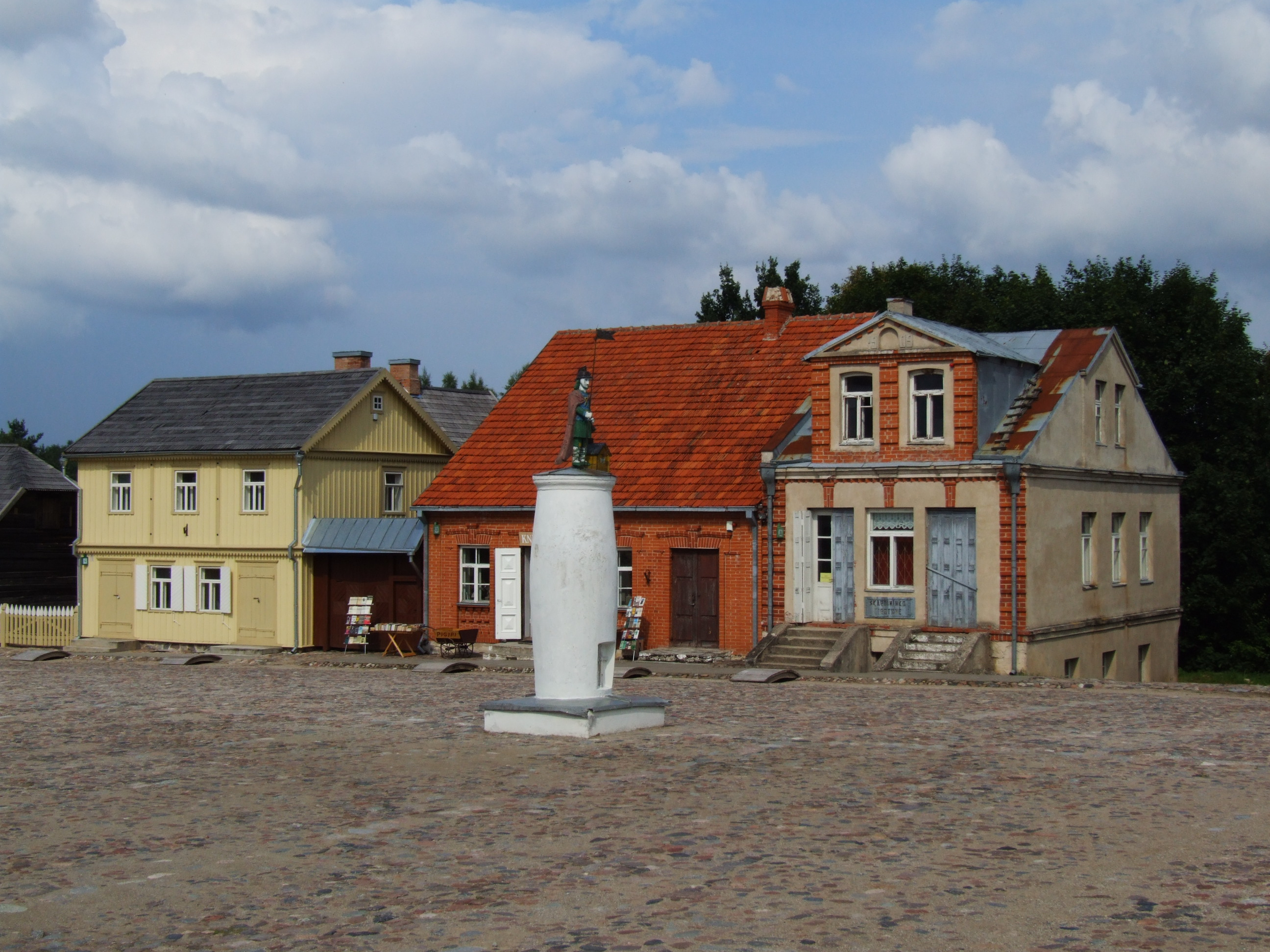
Музей под открытым небом
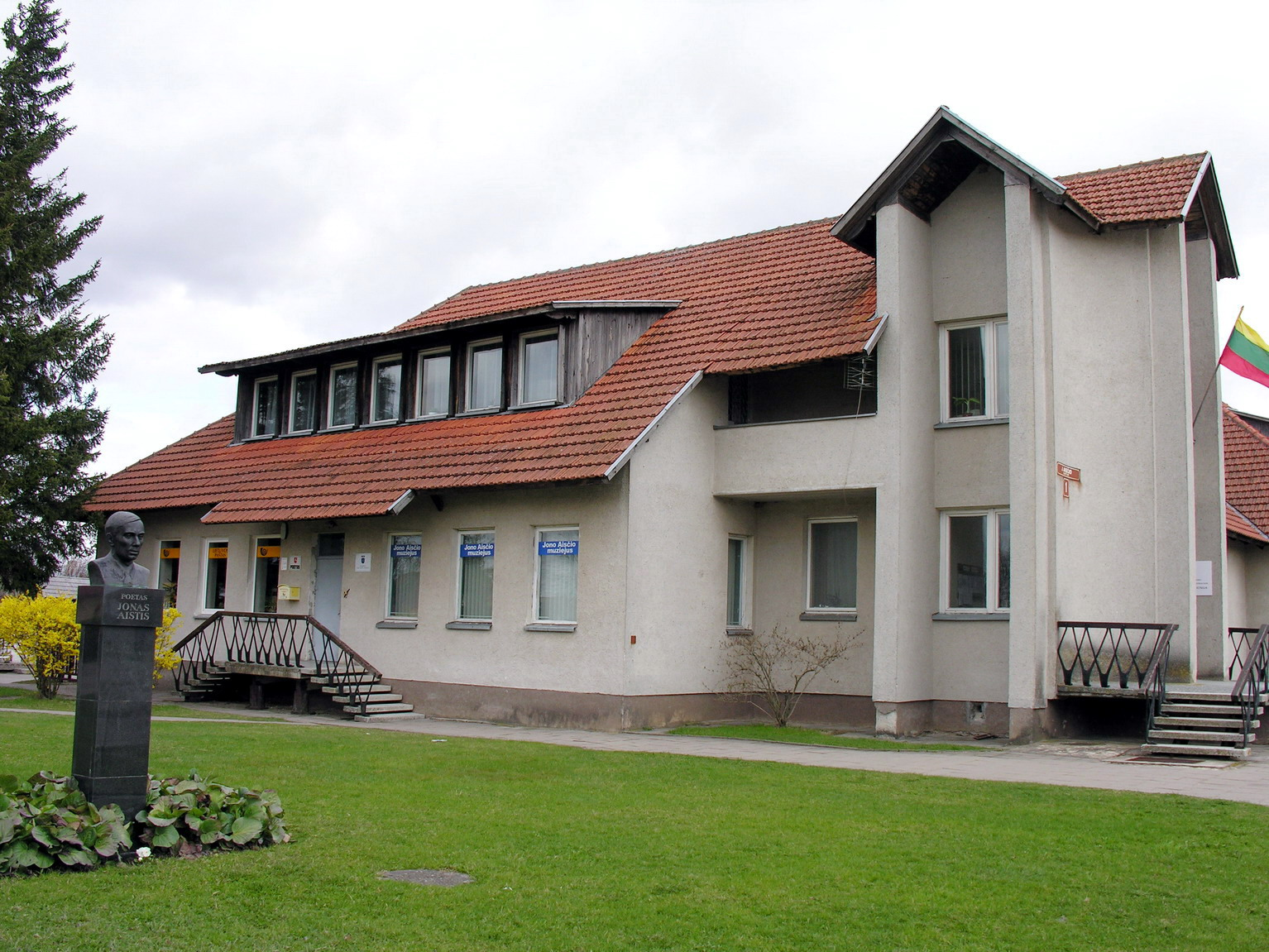
Музей Айстиса в Румшишкес